# The Green Goddess (1930)
The Green Godess is een Amerikaanse avonturenfilm uit 1930 met Alice Joyce en George Arliss in de hoofdrol. Het verhaal is gebaseerd op het gelijknamige toneelstuk van William Archer.
Opvallend is dat Arliss, Joyce en Simpson hun rollen in zowel het toneelstuk, de stomme versie uit 1923 en deze remake vertolken. 

## Verhaal
Het verhaal speelt zich af tijdens de Britse Raj en gaat over drie Britten die het land van de Rajah van Rukh (George Arliss) betreden. Zij dreigen door de lokale bevolking te worden vermoord als represaille voor de aanstaande executie wegens moord van de drie broers van de Raj door de Britten.

## Cast
| Acteur             | Personage         |
| ------------------ | ----------------- |
| George Arliss      | Rajah van Rukh    |
| Ralph Forbes       | Dr Traherne       |
| H.B. Warner        | Major Crespin     |
| Alice Joyce        | Lucilla           |
| Ivan F. Simpson    | Watkins           |
| Reginald Sheffield | Lieutenant Cardew |
| Betty Boyd         | An Ayah           |
| Nigel De Brulier   | Hogepriester      |